# Stockfish
Stockfish é um motor de xadrez livre e de código aberto, disponível para várias plataformas de computador e móveis. Foi desenvolvido por Marco Costalba, Joona Kiiski, Gary Linscott, Tord Romstad, Stéphane Nicolet, Stefan Geschwentner e Joost VandeVondele, com muitas contribuições de uma comunidade de desenvolvedores de código aberto.
Stockfish é consistentemente classificado em primeiro ou próximo ao topo da maioria das listas de classificação de motores de xadrez e é o motor de xadrez de CPU mais forte do mundo. Ele ganhou os campeonatos mundiais não oficiais de xadrez de computador nas temporadas 6 (2014), 9 (2016), 11 (2018), 12 (2018), 13 (2018), 14 (2019), 16 (2019), 18 (2020), 19 (2020), 20 (2020-21) e 21 (2021). Terminou em segundo lugar nas temporadas 5 (2013), 7 (2014), 8 (2015), 15 (2019) e 17 (2020).
Stockfish é derivado de Glaurung, um motor de código aberto de Tord Romstad lançado em 2004.

## Recursos
Stockfish pode usar até 512 threads de CPU em sistemas multiprocessadores. O tamanho máximo de sua tabela de transposição é de 32 TB. Stockfish implementa uma pesquisa alfa-beta avançada e bitboards. Comparado com outros motores, é caracterizado por sua grande profundidade de busca, devido em parte à poda mais agressiva e reduções de movimento tardio. Stockfish 14 (4 threads) atinge uma classificação Elo de 3548 +21
−21 no benchmark CCRL 40/15.
Stockfish tem suporte para o Xadrez960, que é um recurso herdado de Glaurung.
O suporte à tabela de finais Syzygy, anteriormente disponível em uma bifurcação (fork) mantido por Ronald de Man, foi integrado ao Stockfish em 2014. Em 2018, o suporte para o 7-men Syzygy foi adicionado, logo após ficar disponível.

## História

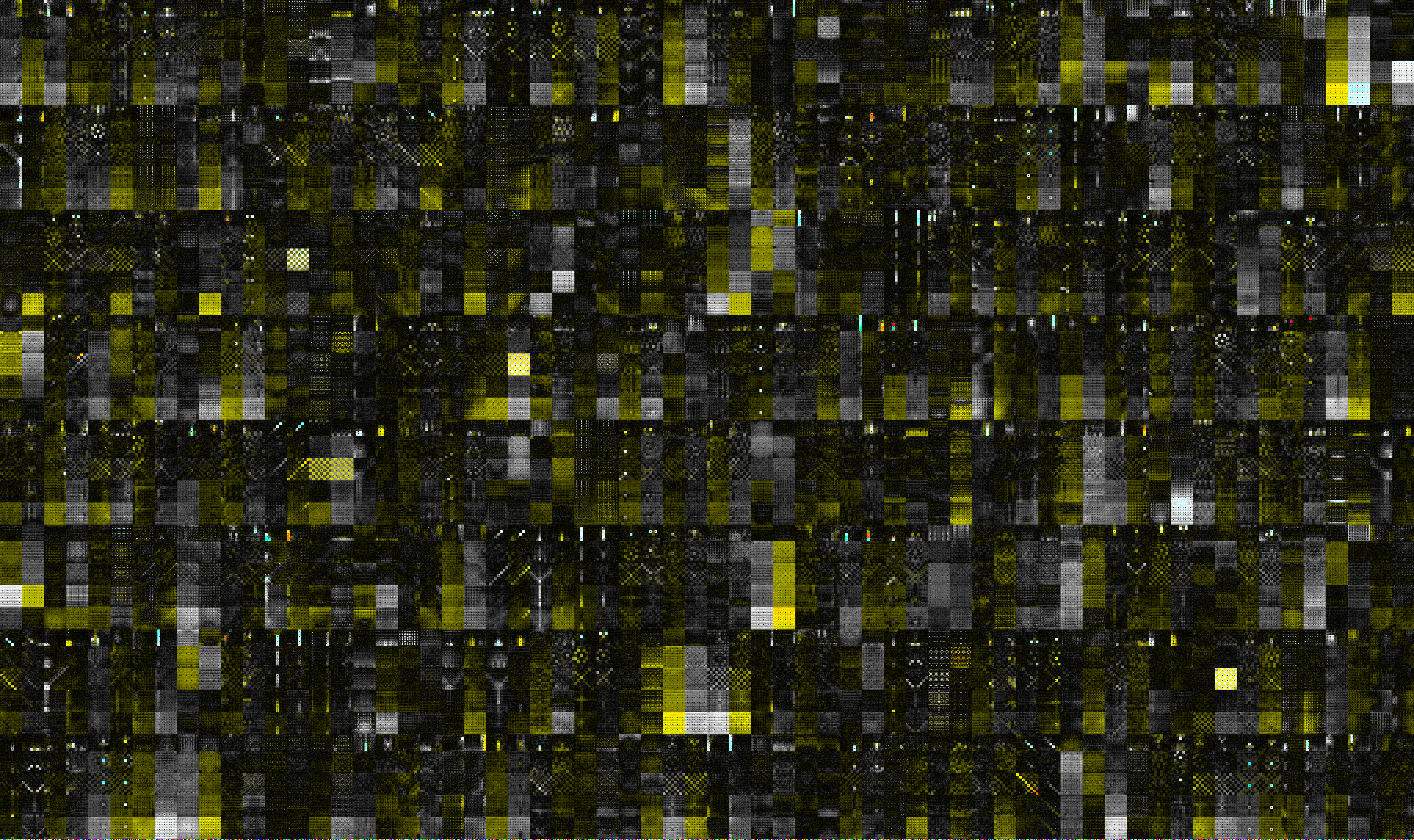
NNUE do Stockfish visualizado

O programa se originou do Glaurung, um motor de xadrez de código aberto criado por Romstad e lançado pela primeira vez em 2004. Quatro anos depois, Costalba, inspirado pelo forte motor de código aberto, decidiu bifurcar o projeto. Ele o chamou de Stockfish porque era "produzido na Noruega e cozido na Itália" (Romstad é norueguês, Costalba é italiano). A primeira versão, Stockfish 1.0, foi lançada em novembro de 2008. Por um tempo, novas ideias e mudanças de código foram transferidas entre os dois programas em ambas as direções, até que Romstad decidiu descontinuar Glaurung em favor do Stockfish, que era o motor mais avançado na época. A última versão do Glaurung (2.2) foi lançada em dezembro de 2008.
Por volta de 2011, Romstad decidiu abandonar seu envolvimento com a Stockfish para passar mais tempo em seu novo aplicativo de xadrez para iOS.
Em 18 de junho de 2014, Marco Costalba anunciou que ele "decidiu deixar o cargo de mantenedor do Stockfish" e pediu que a comunidade criasse um fork da versão atual e continuasse seu desenvolvimento. Um repositório oficial, gerenciado por um grupo voluntário de desenvolvedores principais do Stockfish, foi criado logo depois e atualmente gerencia o desenvolvimento do projeto.